# Cullen-Zahl
Eine Cullen-Zahl ist eine Zahl der Form {\displaystyle C_{n}=n\cdot 2^{n}+1}. Mit diesen Zahlen hat sich Reverend James Cullen 1905 beschäftigt. Ihm fiel auf, dass außer {\displaystyle C_{1}=3} alle Zahlen dieser Form bis {\displaystyle C_{99}} zusammengesetzte Zahlen, also keine Primzahlen sind. Seine Unsicherheit bezüglich {\displaystyle C_{53}} konnte von Allan J.C. Cunningham 1906 ausgeräumt werden, indem dieser den Teiler 5591 fand. Cunningham zeigte, dass alle {\displaystyle C_{n}} bis {\displaystyle n=200} zusammengesetzt sind, mit einer möglichen Ausnahme für {\displaystyle n=141}.
1958 bestätigte Raphael M. Robinson, dass {\displaystyle C_{141}} eine Primzahl ist, und wies nach, dass mit Ausnahme von {\displaystyle C_{1}} und {\displaystyle C_{141}} alle Cullen-Zahlen von {\displaystyle C_{1}} bis {\displaystyle C_{1000}} zusammengesetzte Zahlen sind.
Wilfrid Keller hat 1984 gezeigt, dass {\displaystyle C_{4713},C_{5795},C_{6611}} und {\displaystyle C_{18\;\!496}} ebenfalls Primzahlen sind, aber alle anderen {\displaystyle C_{n}} mit {\displaystyle n\leq 30\;\!000} zusammengesetzte Cullen-Zahlen sind.
Momentan (Stand: November 2015) sind Cullen-Primzahlen {\displaystyle C_{n}} für folgende {\displaystyle n} bekannt:
1, 141, 4713, 5795, 6611, 18496, 32292, 32469, 59656, 90825, 262419, 361275, 481899, 1354828, 6328548, 6679881, … (Folge A005849 in OEIS)
Die bis dato größte bekannte Cullen-Primzahl ist somit {\displaystyle C_{6\;\!679\;\!881}=6\;\!679\;\!881\cdot 2^{6\;\!679\;\!881}+1}, sie hat 2 010 852 Stellen. Sie wurde am 25. Juli 2009 von einem anonymen japanischen Teilnehmer des Internet-Projekts PrimeGrid entdeckt.
Es ist bekannt, dass es keine weiteren primen Cullen-Zahlen bis {\displaystyle n<13\;\!705\;\!481} gibt. Es wird aber vermutet, dass es unendlich viele Cullen-Primzahlen gibt. Es ist noch nicht bekannt, ob {\displaystyle n} und {\displaystyle C_{n}} gleichzeitig prim sein darf.

## Eigenschaften von Cullen-Zahlen
Fast alle Cullen-Zahlen sind zusammengesetzte Zahlen. Sie sind teilbar durch Primzahlen der Form {\displaystyle p=2n-1}, wobei {\displaystyle p} eine Primzahl der Form {\displaystyle p=8k\pm 3} sein muss.
Wegen des kleinen fermatschen Satzes kann man außerdem folgern, dass, wenn {\displaystyle p} eine ungerade Primzahl ist, {\displaystyle p} ein Teiler von {\displaystyle C_{m(k)}} sein muss mit {\displaystyle m(k)=(2^{k}-k)\cdot (p-1)-k} für {\displaystyle k\geq 0}.
Weiters konnte folgendes gezeigt werden:
Die Primzahl {\displaystyle p} teilt die Cullen-Zahl {\displaystyle C_{\frac {p+1}{2}}}, wenn das Jacobi-Symbol {\displaystyle \left({\frac {2}{p}}\right)=-1} ist.
Die Primzahl {\displaystyle p} teilt die Cullen-Zahl {\displaystyle C_{\frac {3p-1}{2}}}, wenn das Jacobi-Symbol {\displaystyle \left({\frac {2}{p}}\right)=+1} ist.

## Verallgemeinerte Cullen-Zahlen
Zahlen der Form {\displaystyle n\cdot b^{n}+1} mit {\displaystyle n+2>b} bezeichnet man als verallgemeinerte Cullen-Zahlen. Ist eine solche Zahl eine Primzahl, so nennt man sie verallgemeinerte Cullen-Primzahl.
Die kleinsten {\displaystyle n}, für die {\displaystyle n\cdot b^{n}+1} prim ist, sind für aufsteigendes {\displaystyle b} = 1, 2, …:
1, 1, 2, 1, 1242, 1, 34, 5, 2, 1, 10, 1, … (Folge A240234 in OEIS)
Es folgt eine Auflistung der ersten verallgemeinerten Cullen-Primzahlen für Basen von {\displaystyle b} zwischen 1 und 30. Diese {\displaystyle n} wurden zumindest bis 100 000 untersucht. Wenn für {\displaystyle n} die Bedingung {\displaystyle n+2>b} nicht gilt, aber trotzdem die Zahl {\displaystyle n\cdot b^{n}+1} prim ist, wird sie in Klammern gesetzt:
| b  | n, sodass n・bn + 1 prim ist | untersucht bis  | OEIS-Folge            |
| -- | --- | --------------- | --------------------- |
| 1  | alle Primzahlen minus 1, d. h.: 1, 2, 4, 6, 10, 12, 16, 18, 22, 28, 30, 36, 40, 42, 46, 52, 58, 60, 66, 70, 72, 78, 82, 88, 96, 100, 102, 106, 108, 112, 126, 130, 136, 138, 148, 150, 156, 162, 166, 172, 178, 180, 190, 192, 196, 198, 210, 222, 226, 228, 232, 238, 240, 250, 256, 262, 268, 270, 276, 280, 282, 292, … | alle Primzahlen | Folge A006093 in OEIS |
| 2  | 1, 141, 4713, 5795, 6611, 18496, 32292, 32469, 59656, 90825, 262419, 361275, 481899, 1354828, 6328548, 6679881, … | 13705481        | Folge A005849 in OEIS |
| 3  | 2, 8, 32, 54, 114, 414, 1400, 1850, 2848, 4874, 7268, 19290, 337590, 1183414, … | 1200000         | Folge A006552 in OEIS |
| 4  | (1), 3, 7, 33, 67, 223, 663, 912, 1383, 3777, 3972, 10669, 48375, … | 250000          | Folge A007646 in OEIS |
| 5  | 1242, 18390, … | 379575          |                       |
| 6  | (1, 2), 91, 185, 387, 488, 747, 800, 9901, 10115, 12043, 13118, 30981, 51496, … | 200000          | Folge A242176 in OEIS |
| 7  | 34, 1980, 9898, … | 255681          | Folge A242177 in OEIS |
| 8  | (5), 17, 23, 1911, 20855, 35945, 42816, …, 749130, … | 166666          | Folge A242178 in OEIS |
| 9  | (2), 12382, 27608, 31330, 117852, … | 222431          | Folge A265013 in OEIS |
| 10 | (1, 3), 9, 21, 363, 2161, 4839, 49521, 105994, 207777, … | 270026          | Folge A007647 in OEIS |
| 11 | 10, … | 600000          |                       |
| 12 | (1, 8), 247, 3610, 4775, 19789, 187895, … | 254519          | Folge A242196 in OEIS |
| 13 | … | 1000000         |                       |
| 14 | (3, 5, 6, 9), 33, 45, 243, 252, 1798, 2429, 5686, 12509, 42545, … | 246922          | Folge A242197 in OEIS |
| 15 | (8), 14, 44, 154, 274, 694, 17426, 59430, … | 136149          | Folge A242198 in OEIS |
| 16 | (1, 3), 55, 81, 223, 1227, 3012, 3301, … | 125000          | Folge A242199 in OEIS |
| 17 | 19650, 236418, … | 281261          |                       |
| 18 | (1, 3), 21, 23, 842, 1683, 3401, 16839, 49963, 60239, 150940, 155928, … | 203597          | Folge A007648 in OEIS |
| 19 | 6460, … | 305777          |                       |
| 20 | (3), 6207, 8076, 22356, 151456, … | 219976          | Folge A338412 in OEIS |
| 21 | (2, 8), 26, 67100, … | 274099          |                       |
| 22 | (1, 15), 189, 814, 19909, 72207, … | 137649          |                       |
| 23 | 4330, 89350, … | 177567          |                       |
| 24 | (2, 8), 368, … | 134188          |                       |
| 25 | 2805222, … | 500000          |                       |
| 26 | 117, 3143, 3886, 7763, 64020, 88900, … | 147626          |                       |
| 27 | (2), 56, 23454, …, 259738, … | 215413          |                       |
| 28 | (1), 48, 468, 2655, 3741, 49930, … | 200618          |                       |
| 29 | … | 500000          |                       |
| 30 | (1, 2, 3, 7, 14, 17), 39, 79, 87, 99, 128, 169, 221, 252, 307, 3646, 6115, 19617, 49718, … | 101757          |                       |

Die bisher größte bekannte verallgemeinerte Cullen-Primzahl ist {\displaystyle 2\;\!525\;\!532\cdot 73^{2\;\!525\;\!532}+1}. Sie hat 4 705 888 Stellen und wurde am 28. August 2021 von Tom Greer, einem Teilnehmer des Internet-Projekts PrimeGrid, entdeckt.